# Stardust Resort & Casino
Lo Stardust Resort & Casino era un casinò-resort che si estendeva su 25 ettari di superficie lungo il famoso Las Vegas Strip di Winchester, in Nevada.
Inaugurato a metà degli anni cinquanta, venne ristrutturato nel 1991, ma il 13 marzo 2007 fu definitivamente abbattuto. Al suo posto è iniziata la costruzione del nuovo casinò Echelon Place.
Lo Stardust era famoso negli anni 90 grazie al film Showgirls del 1995.